# Sjeverozapadni edoid jezici
Sjeverozapadni edoid jezici(privatni kod: nrwn), jedna od četiri glavne skupine edoid jezika, koja obuhvaća (10) jezika što se govore na području Nigerije u državi Edo. Sastoji se od tri uže podskupine, to su: 
a. Osse (4): ehueun [ehu], iyayu [iya], uhami [uha], ukue [uku];
b. Južni (5): akuku [ayk]; idesa [ids]; okpamheri [opa]; okpe, ne smije se brkati s jezikom Okpe [oke], koji pripada jugozapadnim edoid jezicima; oloma [olm]
Aduge [adu].

## Vanjske poveznice
- Ethnologue (14th)
- Ethnologue (15th)